# Trident Music
Trident Music là một hãng thu âm độc lập có trụ sở tại Buenos Aires, Argentina. Trident Music được thành lập vào năm 2008 bởi Roman Speranza và điều hành với sự giúp đỡ của Dany Oghia và Phonica. Ba người trong số họ vẫn là nghệ sĩ của hãng thu âm. Trident Music có danh sách nghệ sĩ đa dạng. Trident Music chuyên ký hợp đồng với các nhạc sĩ Underground. Rident Music đã ký một thỏa thuận với Symphonic Distribution cho phép họ phân phối âm nhạc của mình. Trident Music tập trung chủ yếu vào dòng nhạc electronica, electro house, house, dance và trance.

## Ca sĩ
Sau đây là danh sách một phần các nghệ sĩ đã ký hợp đồng với Trident Music.
- Roman Speranza
- Dany Oghia
- Antonio Spaziani
- Martin Stork
- Bart Lectro
- Brian Burger
- Damyard[2]
- Deejay Jeffers
- Dj G@zu Electric Sounds
- Driel Nox
- Elecma
- Fid & Get
- Fosco17[3]
- GMAX
- JonDrum
- Juli Bordex
- Juuric
- Kelly Trance
- Man_Dee
- Martin Stork
- Marina Martinez
- Nutty Producer
- Olbaid
- Perfect Cell
- Phonica
- R.A. Villapando
- Soul Punchers
- Tornes DP
- Victor Torres

## Danh sách đĩa hát

### 2010
- Outside Club EP
- Trident Music Vol. 21 – Alan Wave, DJ Wings, Lagh Maush, Protoxic
- Trident Music Vol. 22 – Fid & Get, DJ Napster, Protoxic, Robert West
- Empire Broken         – Romantronics, Martin Stork, Bart Lectro
- 2010 Ends             – Dubdash, Martin Stork, Fid & Get, Wuillermo Tuff, Napter, Acheim, Protoxic, DJ Fred.O., Victor Von Doom
- Best of 2010          – DJ Fred.O., Lectromind, Armless, Chris Bland, David Guda, Dean Sultani, Deep Tone, Dubdash, Fid & Get, Funk Brothers, Harrison
- Trident Music Vol. 23

### 2011
- Side B                – Stian, Ryan & Yurick, Onria, Chris Hewett, Auxe, Kevia, DJ Wings
- Trident Music Vol. 23 – DJ Fred.O, Matt Wyatt, Samix, Slymex
- Perceptions           – Phonica